# Lista över de kransblommiga växternas släkten
Detta är en lista över släkten i familjen kransblommiga växter (Lamiaceae) alfabetiskt ordnad efter de vetenskapliga namnen.

## A
| Vetenskapligt namn  | Auktor             | Svenskt namn     | Källa |
| ------------------- | ------------------ | ---------------- | ----- |
| Acanthomintha       | (Gray) Gray        |                  | ITIS  |
| Achyrospermum       | Blume              |                  | IPNI  |
| Acinos              | Mill.              |                  | SKUD  |
| Acrocephalus        | Benth.             |                  | IPNI  |
| Acrotome            | Benth.             |                  | IPNI  |
| Acrymia             | Prain              |                  | IPNI  |
| Aeollanthus         | Mart. ex Spreng.   |                  | IPNI  |
| Agastache           | Clayton ex Gronov. | anisisopssläktet | NRM   |
| Ajuga               | L.                 | blåsugesläktet   | NRM   |
| Ajugoides           | Makino             |                  | IPNI  |
| Alajja              | Ikonn.             |                  | IPNI  |
| Alvesia             | Welw.              |                  | IPNI  |
| Amaracus → Origanum |                    |                  |       |
| Amethystea          | L.                 | blåmän           | NRM   |
| Anisochilus         | Wall.              |                  | IPNI  |
| Anisomeles          | R.Br.              |                  | IPNI  |
| Antonina            | Vved.              |                  | IPNI  |
| Asterohyptis        | Epling             |                  | IPNI  |

## B
| Vetenskapligt namn | Auktor       | Svenskt namn   | Källa |
| ------------------ | ------------ | -------------- | ----- |
| Ballota            | L.           | bosyskesläktet | NRM   |
| Basilicum          | Moench       |                | IPNI  |
| Becium             | Lindl.       |                | IPNI  |
| Benguellia         | G.Taylor     |                | IPNI  |
| Betonica → Stachys |              |                |       |
| Blephilia          | Raf.         |                | ITIS  |
| Bostrychanthera    | Benth.       |                | IPNI  |
| Bovonia            | Chiov.       |                | IPNI  |
| Brazoria           | Engelm.&Gray |                | ITIS  |
| Bystropogon        | L'Hér.       |                | IPNI  |

## C
| Vetenskapligt namn    | Auktor            | Svenskt namn | Källa |
| --------------------- | ----------------- | ------------ | ----- |
| Calamintha            | Mill.             |              | SKUD  |
| Capitanopsis          | S.Moore           |              | IPNI  |
| Capitanya             | Gürke             |              | IPNI  |
| Catopheria            | Benth.            |              | IPNI  |
| Cedronella            | Moench            |              | SKUD  |
| Ceratanthus           | F.Muell           |              | IPNI  |
| Chaiturus             | Willd.            |              | ITIS  |
| Chamaesphacos         | Schrenk           |              | IPNI  |
| Chaunostoma           | Donn.Sm.          |              | IPNI  |
| Chelonopsis           | Miq.              |              | IPNI  |
| Cleonia               | L.                |              | IPNI  |
| Clinopodium           | L.                |              | SKUD  |
| Colebrookia           | Spreng.           |              | IPNI  |
| Coleus → Plectranthus |                   |              |       |
| Collinsonia           | L.                |              | SKUD  |
| Colquhounia           | Wall.             |              | IPNI  |
| Comanthosphace        | S.Moore           |              | IPNI  |
| Conradina             | Gray              |              | ITIS  |
| Coridothymus          | Rchb.f.           |              | SKUD  |
| Craniotome            | Rchb.             |              | IPNI  |
| Cuminia               | Colla             |              | IPNI  |
| Cunila                | D.Royen ex L.     |              | ITIS  |
| Cyclotrichium         | Mandenova&Scheng. |              | IPNI  |
| Cymaria               | Benth.            |              | IPNI  |

## D
| Vetenskapligt namn      | Auktor                  | Svenskt namn      | Källa |
| ----------------------- | ----------------------- | ----------------- | ----- |
| Dauphinea               | Hedge                   |                   | IPNI  |
| Dicerandra              | Benth.                  |                   | ITIS  |
| Dorystaechas            | Boiss.&Heldr. ex Benth. |                   | IPNI  |
| Dracocephalum           | L.                      | drakblommesläktet | NRM   |
| Drepanocaryum           | Pojark.                 |                   | IPNI  |
| Dysophylla → Eusteralis |                         |                   |       |

## E
| Vetenskapligt namn | Auktor                 | Svenskt namn    | Källa |
| ------------------ | ---------------------- | --------------- | ----- |
| Eichlerago         | J.Carrick              |                 | IPNI  |
| Elsholtzia         | Willd.                 | kammyntasläktet | NRM   |
| Endostemon         | N.E.Br.                |                 | IPNI  |
| Englerastrum       | Briq.                  |                 | IPNI  |
| Eremostachys       | Bunge                  |                 | IPNI  |
| Eriope             | Humb.&Bonpl. ex Benth. |                 | IPNI  |
| Eriophyton         | Benth.                 |                 | IPNI  |
| Eriopidion         | Harley                 |                 | IPNI  |
| Eriothymus         | J.A.Schmidt            |                 | IPNI  |
| Erythrochlamys     | Gürke                  |                 | IPNI  |
| Eurysolen          | Prain                  |                 | IPNI  |
| Eusteralis         | Raf.                   |                 | SKUD  |

## F
| Vetenskapligt namn | Auktor    | Svenskt namn | Källa |
| ------------------ | --------- | ------------ | ----- |
| Fuerstia           | T.C.E.Fr. |              | IPNI  |

## G
| Vetenskapligt namn   | Auktor          | Svenskt namn    | Källa |
| -------------------- | --------------- | --------------- | ----- |
| Galeobdolon → Lamium |                 |                 |       |
| Galeopsis            | L.              | dånsläktet      | NRM   |
| Geniosporum          | Wall. ex Benth. |                 | IPNI  |
| Glechoma             | L.              | jordrevesläktet | NRM   |
| Glechon              | Spreng.         |                 | IPNI  |
| Gmelina              | L.              |                 | SKUD  |
| Gomphostemma         | Wall. ex Benth. |                 | IPNI  |
| Gontscharovia        | Boriss.         |                 | IPNI  |

## H
| Vetenskapligt namn | Auktor                   | Svenskt namn | Källa |
| ------------------ | ------------------------ | ------------ | ----- |
| Hanceola           | Kudo                     |              | IPNI  |
| Haplostachys       | (A.Gray) Hillebr.        |              | ITIS  |
| Haumaniastrum      | Duvign.&Plancke          |              | IPNI  |
| Hedeoma            | Pers.                    |              | IPNI  |
| Hemiandra          | R.Br.                    |              | IPNI  |
| Hemigenia          | R.Br.                    |              | IPNI  |
| Hemizygia          | Briq.                    |              | IPNI  |
| Hesperozygis       | Epling                   |              | IPNI  |
| Heterolamium       | C.Y.Wu                   |              | IPNI  |
| Hoehnea            | Epling                   |              | IPNI  |
| Holocheila         | (Kudo) S.Chow            |              | IPNI  |
| Holostylon         | Robyns&Lebrun            |              | IPNI  |
| Horminum           | L.                       |              | SKUD  |
| Hoslundia          | Vahl                     |              | IPNI  |
| Hymenocrater       | Fisch.&Mey.              |              | IPNI  |
| Hypenia            | (Mart. ex Benth.) Harley |              | IPNI  |
| Hypogomphia        | Bunge                    |              | IPNI  |
| Hyptidendron       | Harley                   |              | IPNI  |
| Hyptis             | Jacq.                    |              | ITIS  |
| Hyssopus           | L.                       | isopsläktet  | NRM   |

## I
| Vetenskapligt namn | Auktor            | Svenskt namn | Källa |
| ------------------ | ----------------- | ------------ | ----- |
| Isanthus           | Michx.            |              | ITIS  |
| Isodictyophorus    | Briq.             |              | IPNI  |
| Isodon             | Schrad. ex Benth. |              | IPNI  |
| Isoleucas          | Schwartz          |              | IPNI  |

## K
| Vetenskapligt namn | Auktor  | Svenskt namn | Källa |
| ------------------ | ------- | ------------ | ----- |
| Keiskea            | Miq.    |              | IPNI  |
| Kinostemon         | Kudo    |              | IPNI  |
| Kudrjaschevia      | Pojark. |              | IPNI  |
| Kurzamra           | Kuntze  |              | IPNI  |

## L
| Vetenskapligt namn | Auktor                  | Svenskt namn      | Källa |
| ------------------ | ----------------------- | ----------------- | ----- |
| Lagochilus         | Bunge                   |                   | IPNI  |
| Lagopsis           | (Bunge ex Benth.) Bunge |                   | IPNI  |
| Lallemantia        | Fisch.&C.A.Mey.         | azurläppar        | NRM   |
| Lamiastrum         | Heist. ex Fabr.         | gulplistersläktet | IPNI  |
| Lamiophlomis       | Kudo                    |                   | IPNI  |
| Lamium             | L.                      | plistersläktet    | NRM   |
| Lavandula          | L.                      | lavendlar         | NRM   |
| Leocus             | A.Chev.                 |                   | IPNI  |
| Leonotis           | (Pers.) Ait.f.          | lejonöronsläktet  | ITIS  |
| Leonurus           | L.                      | hjärtstillor      | NRM   |
| Lepechinia         | Willd.                  |                   | ITIS  |
| Leucas             | R.Br.                   | tropikdån         | NRM   |
| Leucosceptrum      | Sm.                     |                   | IPNI  |
| Limniboza          | R.E.Fr.                 |                   | IPNI  |
| Lophanthus         | Adans.                  |                   | IPNI  |
| Loxocalyx          | Hemsl.                  |                   | IPNI  |
| Lycopus            | L.                      | strandklor        | NRM   |

## M
| Vetenskapligt namn  | Auktor                        | Svenskt namn       | Källa |
| ------------------- | ----------------------------- | ------------------ | ----- |
| Macbridea           | Ell. ex Nutt.                 |                    | ITIS  |
| Majorana → Origanum |                               |                    |       |
| Marmorites          | Benth.                        |                    | IPNI  |
| Marrubium           | L.                            | kransborresläktet  | NRM   |
| Marsypianthes       | Mart. ex Benth.               |                    | ITIS  |
| Meehania            | Britt.                        |                    | ITIS  |
| Melissa             | L.                            | melissor           | NRM   |
| Melittis            | L.                            |                    | SKUD  |
| Mentha              | L.                            | myntor             | NRM   |
| Meriandra           | Benth.                        |                    | IPNI  |
| Mesona              | Blume                         |                    | IPNI  |
| Metastachydium      | Airy Shaw ex C.Y.Wu&H.W.Li    |                    | IPNI  |
| Microcorys          | R.Br.                         |                    | IPNI  |
| Micromeria          | Benth.                        |                    | ITIS  |
| Microtoena          | Prain                         |                    | IPNI  |
| Minthostachys       | Bunge                         |                    | IPNI  |
| Moluccella          | L.                            | musselsyskesläktet | NRM   |
| Monarda             | L.                            | temyntor           | NRM   |
| Monardella          | Benth.                        |                    | SKUD  |
| Mosla               | (Benth.) Buch.-Ham. ex Maxim. |                    | ITIS  |

## N
| Vetenskapligt namn | Auktor                                                  | Svenskt namn  | Källa |
| ------------------ | ------------------------------------------------------- | ------------- | ----- |
| Neoeplingia        | T.P.Ramamoorthy, P.Hiriart Valencia& F.González Medrano |               | IPNI  |
| Neohyptis          | J.K.Morton                                              |               | IPNI  |
| Nepeta             | L.                                                      | nepetasläktet | NRM   |
| Neustruevia        | Juz.                                                    |               | IPNI  |
| Nosema             | Prain                                                   |               | IPNI  |
| Notochaete         | Benth.                                                  |               | IPNI  |

## O
| Vetenskapligt namn | Auktor      | Svenskt namn    | Källa |
| ------------------ | ----------- | --------------- | ----- |
| Ocimum             | L.          | basilikasläktet | NRM   |
| Octomeron          | Robyns      |                 | IPNI  |
| Ocymum → Ocimum    |             |                 |       |
| Ombrocharis        | Hand.-Mazz. |                 | IPNI  |
| Origanum           | L.          | mejramsläktet   | NRM   |
| Orthosiphon        | Benth.      |                 | SKUD  |
| Otostegia          | Benth.      |                 | IPNI  |

## P
| Vetenskapligt namn | Auktor                              | Svenskt namn      | Källa |
| ------------------ | ----------------------------------- | ----------------- | ----- |
| Panzerina          | Soják                               |                   | IPNI  |
| Paraeremostachys   | T.A.Ady-lov, Kamelin& A.M.Makhmedov |                   | IPNI  |
| Paralamium         | Dunn                                |                   | IPNI  |
| Paraphlomis        | Prain                               |                   | IPNI  |
| Peltodon           | Pohl                                |                   | IPNI  |
| Pentapleura        | Hand.-Mazz.                         |                   | IPNI  |
| Perilla            | L.                                  |                   | SKUD  |
| Perovskia          | Kar.                                | perovskiasläktet  | SKUD  |
| Perrierastrum      | Guillaumin                          |                   | IPNI  |
| Phlomis            | L.                                  | lejonsvanssläktet | NRM   |
| Phlomoides         | Moench                              |                   | IPNI  |
| Phyllostegia       | Benth.                              |                   | ITIS  |
| Physostegia        | Benth.                              | drakmyntasläktet  | NRM   |
| Piloblephis        | Raf.                                |                   | ITIS  |
| Pitardia           | Batt. ex Pit.                       |                   | IPNI  |
| Platostoma         | P.Beauv.                            |                   | IPNI  |
| Plectranthus       | L'Hér.                              | malbuskesläktet   | NRM   |
| Pogogyne           | Benth.                              |                   | ITIS  |
| Pogostemon         | Desf.                               |                   | SKUD  |
| Poliomintha        | Gray                                |                   | ITIS  |
| Prasium            | L.                                  |                   | IPNI  |
| Preslia → Mentha   |                                     |                   |       |
| Prostanthera       | Labill.                             |                   | IPNI  |
| Prunella           | L.                                  | brunörtssläktet   | NRM   |
| Pseuderemostachys  | Popov                               |                   | IPNI  |
| Puntia             | Hedge                               |                   | IPNI  |
| Pycnanthemum       | Michx.                              |                   | SKUD  |
| Pycnostachys       | Hook.                               |                   | IPNI  |

## R
| Vetenskapligt namn | Auktor          | Svenskt namn    | Källa |
| ------------------ | --------------- | --------------- | ----- |
| Renschia           | Vatke           |                 | IPNI  |
| Rhabdocaulon       | (Benth.) Epling |                 | IPNI  |
| Raphiodon          | Schauer         |                 | IPNI  |
| Rhododon           | Epling          |                 | ITIS  |
| Rosmarinus         | L.              | rosmarinsläktet | SKUD  |
| Rostrinucula       | Kudo            |                 | IPNI  |
| Roylea             | Wall.           |                 | IPNI  |
| Rubiteucris        | Kudo            |                 | IPNI  |

## S
| Vetenskapligt namn | Auktor          | Svenskt namn    | Källa |
| ------------------ | --------------- | --------------- | ----- |
| Sabaudia           | Buscal.&Muschl. |                 | IPNI  |
| Saccocalyx         | Coss.&Dur.      |                 | IPNI  |
| Salazaria          | Torr.           |                 | ITIS  |
| Salvia             | L.              | salviasläktet   | NRM   |
| Satureja           | L.              | kyndelsläktet   | NRM   |
| Schizonepeta       | Briq.           |                 | IPNI  |
| Scutellaria        | L.              | frossörter      | NRM   |
| Sideritis          | L.              | sårmyntasläktet | NRM   |
| Siphocranion       | Kudo            |                 | IPNI  |
| Skapanthus         | C.Y.Wu&H.W.Li   |                 | IPNI  |
| Solenostemon       | Thonn.          |                 | SKUD  |
| Stachydeoma        | Small           |                 | ITIS  |
| Stachyopsis        | Popov&Vved.     |                 | IPNI  |
| Stachys            | L.              | syskesläktet    | NRM   |
| Stenogyne          | Benth.          |                 | ITIS  |
| Sulaimania         | Hedge&Rech.f.   |                 | IPNI  |
| Suzukia            | Kudo            |                 | IPNI  |
| Symphostemon       | Hiern           |                 | IPNI  |
| Synandra           | Nutt.           |                 | ITIS  |
| Syncolostemon      | E.Mey.          |                 | IPNI  |

## T
| Vetenskapligt namn | Auktor        | Svenskt namn    | Källa |
| ------------------ | ------------- | --------------- | ----- |
| Tetradenia         | Benth.        |                 | IPNI  |
| Teucrium           | L.            | gamandersläktet | NRM   |
| Thorncroftia       | N.E.Br.       |                 | IPNI  |
| Thuspeinanta       | T.Durand      |                 | IPNI  |
| Thymbra            | L.            |                 | IPNI  |
| Thymus             | L.            | timjansläktet   | NRM   |
| Tinnea             | Kotschy&Peyr. |                 | IPNI  |
| Trichostema        | L.            |                 | ITIS  |

## W
| Vetenskapligt namn | Auktor          | Svenskt namn       | Källa |
| ------------------ | --------------- | ------------------ | ----- |
| Warnockia          | M.W.Turner      |                    | ITIS  |
| Wenchengia         | C.Y.Wu&S.Chow   |                    | IPNI  |
| Westringia         | Sm.             |                    | IPNI  |
| Wiedemannia        | Fisch.&C.A.Mey. | turkplistersläktet | NRM   |
| Wrixonia           | F.Muell.        |                    | IPNI  |

## Z
| Vetenskapligt namn | Auktor           | Svenskt namn | Källa |
| ------------------ | ---------------- | ------------ | ----- |
| Zataria            | Boiss.           |              | IPNI  |
| Zhumeria           | Rech.f.&Wendelbo |              | IPNI  |
| Ziziphora          | L.               |              | NRM   |

## Auktorkällor
- IPNI - International Plant Names Index
- ITIS - Integrated Taxonomic Information System
- NRM - Naturhistoriska riksmuseets checklista
- SKUD - Svensk kulturväxtdatabas